# Francisco Barahona
Francisco Eduardo de Barahona Fragoso Cordovil de Gama Lobo, mais conhecida como Francisco Barahona (vila de Cuba, 7 de Outubro de 1843 - 25 de Janeiro de 1905), foi um proprietário agrícola e benemérito português.

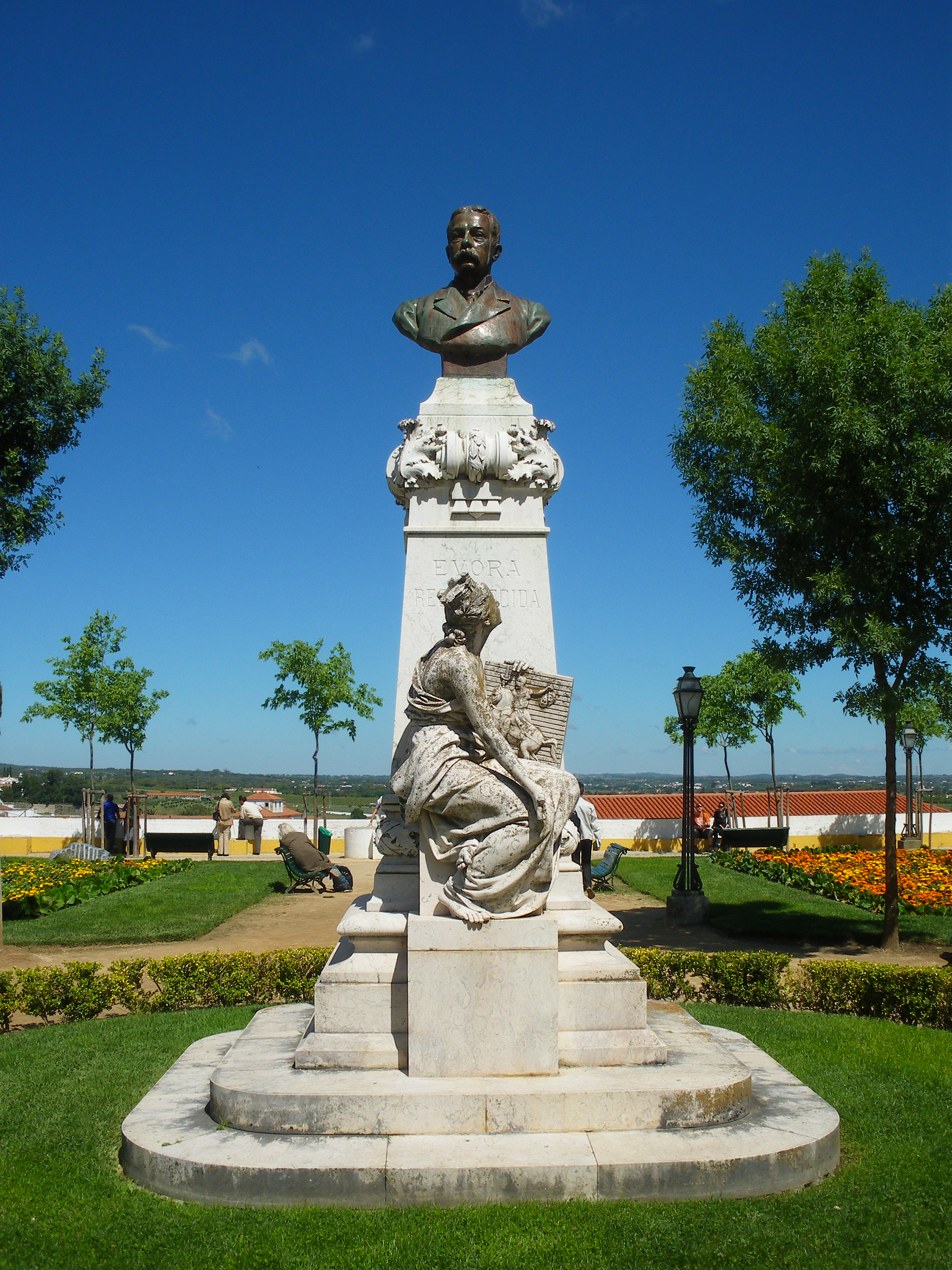
Monumento comemorativo a Francisco Barahona, em Évora.

## Biografia
Nasceu na vila de Cuba, em 7 de Outubro de 1843, filho do Conde da Esperança, José Maria de Barahona Fragoso Cordovil Gama Lobo, e de Maria Margarida de Barahona Fragoso da Fonseca Pessanha. Aos cinco anos de idade mudou-se para Coimbra, onde se formou em 1866 na Faculdade de Direito da Universidade de Coimbra.
Fixou-se depois na vila de Cuba, e posteriormente em Évora. Apesar de se ter formado em direito, dedicou-se principalmente à lavoura, tendo sido um abastado proprietário agrícola. Em 1887 casou com Inácia Angélica Fernandes Ramalha, que era viúva de um outro grande proprietário agrícola, José Maria Ramalho Dinis Perdigão. A sua residência na vila de Cuba foi considerada como uma das mais ricas do país, tendo reunido um valioso recheio, incluindo mobiliário, peças em prata e ouro e outras obras de grandes artistas nacionais e estrangeiros. Destacou-se igualmente como benemérito, especialmente na cidade de Évora, e nas suas propriedades dava emprego aos trabalhadores que ficavam desempregados durante as crises agrícolas. Impulsionou a fundação de asilos, fez grandes donativos à Casa Pia e à Associação Filantrópica Académica, atribuiu subsídios a estudantes de recursos limitados, criou instituições de apoio aos trabalhadores seus já idosos, e apoiou famílias pobres. Uma das suas principais obras em Évora foi a construção do Teatro Garcia de Resende.
Também enveredou pela política, tendo sido par do reino, e ingressado no Partido Progressista. Tinha uma forte ligação com a casa real portuguesa, da qual foi oficial-mor. Travou amizade com grandes figuras da política e cultura nacional, tendo contado entre os seus hóspedes o rei D. Carlos, os escritores Ramalho Ortigão e Eça de Queirós, e o Conde de Arnoso.
Segundo uma notícia publicada no jornal Diario Illustrado de 26 de Janeiro de 1905, Francisco Barahona tinha falecido por volta das oito horas da manhã do dia anterior. A sua morte foi muito sentida na cidade de Évora, devido à sua vasta obra assistencial. No seu testamento deixou ao Museu Regional de Évora um grande número de quadros e esculturas de autores conceituados, como Simões de Almeida, Costa Mota, Alberto Nunes e Teixeira Lopes.
Em homenagem a Francisco Barahona, foi erguido um monumento nas imediações do templo romano, em Évora.